# Aldair
Aldair Nascimento do Santos, noto semplicemente come Aldair (Ilhéus, 30 novembre 1965), è un dirigente sportivo ed ex calciatore brasiliano, di ruolo difensore, campione del mondo con la nazionale brasiliana nel 1994.
Considerato uno dei più grandi difensori nella storia del calcio, per tredici stagioni ha indossato la maglia della Roma, vincendo una Coppa Italia nel 1990-1991, lo scudetto nel 2000-2001 e una Supercoppa italiana nel 2001.

## Biografia
Nato a Ilhéus, si trasferì a Rio de Janeiro per cercare di trovare un ingaggio in una squadra di calcio: in quel periodo visse da un parente a Copacabana. Una volta conclusa la sua esperienza in Italia si trasferì brevemente nello Stato di Espírito Santo, luogo d'origine della moglie; vi tornò dopo aver dimorato a San Marino nel 2007-2008 e 2008-2009.

## Caratteristiche tecniche
Giocava come difensore centrale e come libero. Giocatore non molto veloce nell'incedere, tecnicamente elegante ed efficace e concreto, era dotato di grande potenza fisica, che gli permetteva anche di effettuare efficaci contrasti; ricorreva sovente all'avanzata palla al piede verso la metà campo avversaria. Era particolarmente abile nel gioco aereo e nell'anticipo dell'avversario; grazie al suo livello tecnico, analogo a quello di un centrocampista di classe, era uno specialista di lunghi e precisi lanci, con i quali era in grado di innescare, sia col piede destro che col sinistro, pericolose azioni offensive, finalizzate dai compagni che giocavano in attacco. Aveva anche una grande personalità.

## Carriera

### Giocatore

#### Club

##### Gli inizi al Flamengo
Aldair iniziò a giocare a calcio nella sua cittadina d'origine: trasferitosi a Rio, fece un provino per il Vasco da Gama, ma fu scartato; notato da Juarez, ex giocatore del Flamengo, mentre disputava una partita tra amici, entrò nelle giovanili del Flamengo. Nel 1985 giocò qualche gara non ufficiale con la prima squadra, ma fu nel 1986 che trovò maggior spazio, e fu utilizzato come titolare: scese in campo per 23 volte nel campionato nazionale brasiliano, e segnò un gol; vinse inoltre il Campionato Carioca, ovvero il torneo dello Stato di Rio. Nel 1987 il Flamengo vinse il titolo nazionale, e Aldair presenziò in sette occasioni; nel 1988 disputò 24 partite, con 2 reti.

##### Benfica
Nel 1989 passò al Benfica di Lisbona, in Portogallo, giungendo così in Europa per rimpiazzare Carlos Mozer, ceduto al Marsiglia; alla sua prima esperienza fuori dal Brasile giocò 21 partite da titolare (più una da subentrato), segnando 5 gol. In tale occasione arrivò a giocare la finale di Coppa dei Campioni, disputata il 23 maggio allo stadio Prater di Vienna poi persa per 1-0 contro il Milan.

##### Roma

Aldair contrasta l'interista Matthäus nella finale di ritorno della Coppa UEFA 1990-1991

Acquistato nel 1990 dal presidente giallorosso Dino Viola per 6 miliardi di lire, trascorre tredici stagioni nelle file della Roma, con la quale vince una Coppa Italia nella stagione 1990-1991, un campionato di Serie A nel 2000-2001 e una Supercoppa italiana nel 2001. 
Soprannominato Pluto dai tifosi della Roma, diventa uno dei simboli della compagine capitolina, imponendosi come uno dei difensori più forti del mondo; grazie alla sua eleganza e classe diventa la colonna portante della difesa romanista. 
All'inizio della stagione 1998-1999, dopo la partenza di Abel Balbo, viene indicato come nuovo capitano della squadra, ma dopo alcuni mesi cede la fascia all'allora talento emergente Francesco Totti.

Aldair contrasta Bokšić durante il derby di Roma del 1º ottobre 1995 (0-0).

La stagione 2002-2003 è la sua ultima con la maglia della Roma. Al termine della stagione, per festeggiare la sua lunga militanza con i giallorossi capitolini, la sera del 2 giugno 2003 viene organizzato l'Aldair Day, con un incontro di calcio tra Roma e nazionale brasiliana nel quale Aldair gioca il primo tempo con i sudamericani e il secondo con i capitolini.
Nell'occasione la società giallorossa, in suo onore, decide inizialmente di ritirare la sua maglia numero 6; la scelta permane in casa romanista per i successivi dieci anni, fino alla stagione 2013-2014, quando la casacca torna a essere assegnata anche su spinta dello stesso Aldair. In precedenza, il 20 settembre 2012 il brasiliano era stato tra i primi 11 giocatori a essere inserito nella hall of fame del club capitolino.

##### Gli ultimi anni
Nella stagione 2003-2004 accettò la proposta del Genoa e giocò in Serie B, nonostante avesse ricevuto offerte anche da squadre della Serie A, per non dover giocare contro i giallorossi. Disputò con i genoani 17 gare di campionato, mettendo a segno una rete.
Nel 2007, a 41 anni e dopo tre anni di inattività, Aldair torna a giocare a calcio con la squadra sammarinese del Murata, in vista della partecipazione ai preliminari di UEFA Champions League conquistata dalla squadra di Massimo Agostini.
Successivamente si avvicina a un nuovo sport di origine brasiliana, il footvolley.

#### Nazionale
Esordì in nazionale maggiore il 15 marzo 1989 contro l'Ecuador. Dopo due amichevoli contro Paraguay (12 aprile) e Portogallo (8 giugno) Aldair fu inserito nei convocati per la Coppa America 1989. Inizialmente riserva, divenne poi titolare nel corso della competizione, e giocò 6 incontri: al termine della Coppa, il Brasile si laureò campione. Partecipò, sempre nello stesso anno, anche alle qualificazioni al campionato del mondo 1990. Nel 1990 giocò tre partite amichevoli (contro Inghilterra, Bulgaria e Germania Est) e fu convocato per il Mondiale in Italia: in tale competizione, però, non fu mai utilizzato, poiché considerato una riserva di Carlos Mozer, Mauro Galvão e Ricardo Gomes dal CT.
Tornò in nazionale nel 1994, esordendo il 3 maggio contro l'Islanda: giocò le amichevoli di preparazione al Mondiale contro Canada (5 giugno) e Honduras (8 giugno), e debuttò al campionato del mondo 1994 contro la Russia il 20 giugno. Nel corso del Mondiale fu titolare al centro della difesa al fianco di Márcio Santos, e vinse il titolo, giocando peraltro anche la finale contro l'Italia. Tra l'altro lui era inizialmente riserva della riserva, ma diventò titolare in quanto Ricardo Gomes e Ricardo Rocha si infortunarono.
Convocato per la Coppa America 1995, giocò per tutto il torneo da titolare al centro della difesa (con Ronaldão prima e André Cruz poi), e segnò anche un gol contro gli Stati Uniti.
Fu, con Bebeto e Rivaldo, uno dei tre fuori quota convocati per il torneo calcistico dei Giochi olimpici di Atlanta 1996. In quell'occasione il Brasile ottenne la medaglia di bronzo. Nel 1997 giocò dall'inizio tutte le gare di Coppa America, segnando un'altra rete (contro il Messico) e vincendo il suo secondo titolo continentale. In occasione del campionato del mondo 1998 fu ancora una volta selezionato quale difensore centrale titolare, stavolta a fianco di Júnior Baiano, e giocò tutto il torneo, compresa la finale persa per 3-0 contro la Francia.
Disputò l'ultimo incontro in nazionale il 28 giugno 2000 contro l'Uruguay.

### Dopo il ritiro
Nel 2009 è dirigente della Sorianese, Il 22 giugno 2015 diventa collaboratore per il mercato del Chieti per la stagione 2015-2016. Successivamente, si appassiona al footvolley diventando giocatore e ambasciatore della disciplina. Nel  2015 a Roma ha aperto  la sua scuola calcio  e dal 2020  collabora come scouting

## Statistiche

### Presenze e reti nei club
| Stagione        | Squadra         | Campionato      | Campionato | Campionato | Coppe nazionali | Coppe nazionali | Coppe nazionali | Coppe continentali | Coppe continentali | Coppe continentali | Altre coppe | Altre coppe | Altre coppe | Totale | Totale |
| Stagione        | Squadra         | Comp            | Pres       | Reti       | Comp            | Pres            | Reti            | Comp               | Pres               | Reti               | Comp        | Pres        | Reti        | Pres   | Reti   |
| --------------- | --------------- | --------------- | ---------- | ---------- | --------------- | --------------- | --------------- | ------------------ | ------------------ | ------------------ | ----------- | ----------- | ----------- | ------ | ------ |
| 1986            | Flamengo        | A/RJ+A          | 21+23      | 0+1        | -               | -               | -               | -                  | -                  | -                  | TcRSP       | 1           | 0           | 45     | 1      |
| 1987            | Flamengo        | A/RJ+A          | 20+7       | 2+0        | -               | -               | -               | -                  | -                  | -                  | -           | -           | -           | 27     | 2      |
| 1988            | Flamengo        | A/RJ+A          | 8+24       | 0+2        | -               | -               | -               | -                  | -                  | -                  | -           | -           | -           | 24     | 2      |
| 1989            | Flamengo        | A/RJ+A          | 19+0       | 3+0        | -               | -               | -               | -                  | -                  | -                  | -           | -           | -           | 0      | 0      |
| Totale Flamengo | Totale Flamengo | Totale Flamengo | 68+54      | 5+3        |                 | -               | -               |                    | -                  | -                  |             | 1           | 0           | 123    | 8      |
| 1989-1990       | Benfica         | PD              | 22         | 5          | CP              | 2               | 0               | CC                 | 8                  | 1                  | SP          | 0           | 0           | 32     | 6      |
| 1990-1991       | Roma            | A               | 29         | 2          | CI              | 9               | 0               | CU                 | 11                 | 0                  | -           | -           | -           | 49     | 2      |
| 1991-1992       | Roma            | A               | 33         | 3          | CI              | 3               | 0               | CdC                | 6                  | 0                  | SI          | 1           | 0           | 43     | 3      |
| 1992-1993       | Roma            | A               | 28         | 2          | CI              | 7               | 0               | CU                 | 7                  | 2                  | -           | -           | -           | 42     | 4      |
| 1993-1994       | Roma            | A               | 12         | 0          | CI              | 0               | 0               | -                  | -                  | -                  |             | -           | -           | 12     | 0      |
| 1994-1995       | Roma            | A               | 28         | 1          | CI              | 5               | 0               | -                  | -                  | -                  | -           | -           | -           | 33     | 2      |
| 1995-1996       | Roma            | A               | 31         | 0          | CI              | 1               | 0               | CU                 | 7                  | 0                  | -           | -           | -           | 39     | 0      |
| 1996-1997       | Roma            | A               | 32         | 2          | CI              | 0               | 0               | CU                 | 4                  | 0                  | -           | -           | -           | 36     | 2      |
| 1997-1998       | Roma            | A               | 28         | 3          | CI              | 6               | 2               | -                  | -                  | -                  | -           | -           | -           | 34     | 5      |
| 1998-1999       | Roma            | A               | 27         | 0          | CI              | 3               | 0               | CU                 | 7                  | 0                  | -           | -           | -           | 37     | 0      |
| 1999-2000       | Roma            | A               | 34         | 1          | CI              | 4               | 0               | CU                 | 8                  | 1                  | -           | -           | -           | 46     | 2      |
| 2000-2001       | Roma            | A               | 15         | 0          | CI              | 1               | 0               | CU                 | 3                  | 1                  | -           | -           | -           | 19     | 1      |
| 2001-2002       | Roma            | A               | 16         | 0          | CI              | 1               | 0               | UCL                | 6                  | 0                  | SI          | 0           | 0           | 23     | 0      |
| 2002-2003       | Roma            | A               | 17         | 0          | CI              | 1               | 0               | UCL                | 5                  | 0                  | -           | -           | -           | 23     | 0      |
| Totale Roma     | Totale Roma     | Totale Roma     | 330        | 14         |                 | 41              | 2               |                    | 64                 | 4                  |             | 1           | 0           | 436    | 20     |
| 2003-2004       | Genoa           | B               | 17         | 1          | CI              | 0               | 0               | -                  | -                  | -                  | -           | -           | -           | 17     | 1      |
| 2005            | Rio Branco-ES   | B               | 2          | 0          | -               | -               | -               | -                  | -                  | -                  | -           | -           | -           | 2      | 0      |
| 2007-2008       | Murata          | D               | 10         | 0          | CT              | ?               | ?               | UCL                | 1                  | 0                  | -           | -           | -           | 11+    | 0+     |
| 2008-2009       | Murata          | D               | -          | -          | CT              | -               | -               | UCL                | 1                  | 0                  | -           | -           | -           | 1      | 0      |
| Totale Murata   | Totale Murata   | Totale Murata   | 10         | 0          |                 | ?               | ?               |                    | 2                  | 0                  |             | -           | -           | 12     | 0      |
| Totale carriera | Totale carriera | Totale carriera | 503        | 28         |                 | 43+             | 2+              |                    | 74                 | 5                  |             | 2           | 0           | 622+   | 35+    |

### Cronologia presenze e reti in nazionale
| Cronologia completa delle presenze e delle reti in nazionale ― Brasile | Cronologia completa delle presenze e delle reti in nazionale ― Brasile | Cronologia completa delle presenze e delle reti in nazionale ― Brasile | Cronologia completa delle presenze e delle reti in nazionale ― Brasile | Cronologia completa delle presenze e delle reti in nazionale ― Brasile | Cronologia completa delle presenze e delle reti in nazionale ― Brasile | Cronologia completa delle presenze e delle reti in nazionale ― Brasile | Cronologia completa delle presenze e delle reti in nazionale ― Brasile |
| Data                                                                   | Città                                                                  | In casa                                                                | Risultato                                                              | Ospiti                                                                 | Competizione                                                           | Reti                                                                   | Note                                                                   |
| ---------------------------------------------------------------------- | ---------------------------------------------------------------------- | ---------------------------------------------------------------------- | ---------------------------------------------------------------------- | ---------------------------------------------------------------------- | ---------------------------------------------------------------------- | ---------------------------------------------------------------------- | ---------------------------------------------------------------------- |
| 15-3-1989                                                              | Cuiabá                                                                 | Brasile                                                                | 1 – 0                                                                  | Ecuador                                                                | Amichevole                                                             | -                                                                      | Ingresso                                                               |
| 12-4-1989                                                              | Teresina                                                               | Brasile                                                                | 2 – 0                                                                  | Paraguay                                                               | Amichevole                                                             | -                                                                      |                                                                        |
| 8-6-1989                                                               | Rio de Janeiro                                                         | Brasile                                                                | 4 – 0                                                                  | Portogallo                                                             | Amichevole                                                             | -                                                                      | 86’                                                                    |
| 3-7-1989                                                               | Salvador                                                               | Brasile                                                                | 0 – 0                                                                  | Perù                                                                   | Coppa America 1989 - 1º turno                                          | -                                                                      |                                                                        |
| 7-7-1989                                                               | Salvador                                                               | Brasile                                                                | 0 – 0                                                                  | Colombia                                                               | Coppa America 1989 - 1º turno                                          | -                                                                      |                                                                        |
| 9-7-1989                                                               | Recife                                                                 | Brasile                                                                | 2 – 0                                                                  | Paraguay                                                               | Coppa America 1989 - 1º turno                                          | -                                                                      |                                                                        |
| 12-7-1989                                                              | Rio de Janeiro                                                         | Brasile                                                                | 2 – 0                                                                  | Argentina                                                              | Coppa America 1989 - 2º turno                                          | -                                                                      |                                                                        |
| 14-7-1989                                                              | Rio de Janeiro                                                         | Brasile                                                                | 3 – 0                                                                  | Paraguay                                                               | Coppa America 1989 - 2º turno                                          | -                                                                      |                                                                        |
| 16-7-1989                                                              | Rio de Janeiro                                                         | Brasile                                                                | 1 – 0                                                                  | Uruguay                                                                | Coppa America 1989 - 2º turno                                          | -                                                                      |                                                                        |
| 23-7-1989                                                              | Tokyo                                                                  | Giappone                                                               | 0 – 1                                                                  | Brasile                                                                | Amichevole                                                             | -                                                                      |                                                                        |
| 30-7-1989                                                              | Caracas                                                                | Venezuela                                                              | 0 – 4                                                                  | Brasile                                                                | Qual. Mondiali 1990                                                    | -                                                                      |                                                                        |
| 13-8-1989                                                              | Santiago del Cile                                                      | Cile                                                                   | 1 – 1                                                                  | Brasile                                                                | Qual. Mondiali 1990                                                    | -                                                                      |                                                                        |
| 3-9-1989                                                               | Rio de Janeiro                                                         | Brasile                                                                | 2 – 0                                                                  | Cile                                                                   | Qual. Mondiali 1990                                                    | -                                                                      |                                                                        |
| 14-10-1989                                                             | Bologna                                                                | Italia                                                                 | 0 – 1                                                                  | Brasile                                                                | Amichevole                                                             | -                                                                      | 70’                                                                    |
| 20-12-1989                                                             | Rotterdam                                                              | Paesi Bassi                                                            | 0 – 1                                                                  | Brasile                                                                | Amichevole                                                             | -                                                                      | 46’                                                                    |
| 28-3-1990                                                              | Londra                                                                 | Inghilterra                                                            | 1 – 0                                                                  | Brasile                                                                | Amichevole                                                             | -                                                                      | 77’                                                                    |
| 5-5-1990                                                               | Campinas                                                               | Brasile                                                                | 2 – 1                                                                  | Bulgaria                                                               | Amichevole                                                             | 1                                                                      |                                                                        |
| 13-5-1990                                                              | Rio de Janeiro                                                         | Brasile                                                                | 3 – 3                                                                  | Germania Est                                                           | Amichevole                                                             | -                                                                      |                                                                        |
| 4-5-1994                                                               | Florianópolis                                                          | Brasile                                                                | 3 – 0                                                                  | Islanda                                                                | Amichevole                                                             | -                                                                      | Ammonizione                                                            |
| 5-6-1994                                                               | Edmonton                                                               | Canada                                                                 | 1 – 1                                                                  | Brasile                                                                | Amichevole                                                             | -                                                                      | Uscita                                                                 |
| 8-6-1994                                                               | San Diego                                                              | Brasile                                                                | 8 – 2                                                                  | Honduras                                                               | Amichevole                                                             | -                                                                      |                                                                        |
| 20-6-1994                                                              | Stanford                                                               | Brasile                                                                | 2 – 0                                                                  | Russia                                                                 | Mondiali 1994 - 1º turno                                               | -                                                                      | 69’                                                                    |
| 24-6-1994                                                              | Stanford                                                               | Brasile                                                                | 3 – 0                                                                  | Camerun                                                                | Mondiali 1994 - 1º turno                                               | -                                                                      |                                                                        |
| 28-6-1994                                                              | Detroit                                                                | Brasile                                                                | 1 – 1                                                                  | Svezia                                                                 | Mondiali 1994 - 1º turno                                               | -                                                                      | 23’                                                                    |
| 4-7-1994                                                               | Stanford                                                               | Brasile                                                                | 1 – 0                                                                  | Stati Uniti                                                            | Mondiali 1994 - Ottavi di finale                                       | -                                                                      |                                                                        |
| 9-7-1994                                                               | Dallas                                                                 | Paesi Bassi                                                            | 2 – 3                                                                  | Brasile                                                                | Mondiali 1994 - Quarti di finale                                       | -                                                                      |                                                                        |
| 13-7-1994                                                              | Pasadena                                                               | Svezia                                                                 | 0 – 1 dts                                                              | Brasile                                                                | Mondiali 1994 - Semifinale                                             | -                                                                      |                                                                        |
| 17-7-1994                                                              | Pasadena                                                               | Brasile                                                                | 0 – 0 dts (3 – 2 dtr)                                                  | Italia                                                                 | Mondiali 1994 - Finale                                                 | -                                                                      |                                                                        |
| 23-12-1994                                                             | Porto Alegre                                                           | Brasile                                                                | 2 – 0                                                                  | Jugoslavia                                                             | Amichevole                                                             | -                                                                      |                                                                        |
| 22-2-1995                                                              | Fortaleza                                                              | Brasile                                                                | 5 – 0                                                                  | Slovacchia                                                             | Amichevole                                                             | -                                                                      | Uscita                                                                 |
| 17-5-1995                                                              | Ramat Gan                                                              | Israele                                                                | 1 – 2                                                                  | Brasile                                                                | Amichevole                                                             | -                                                                      |                                                                        |
| 4-6-1995                                                               | Birmingham                                                             | Brasile                                                                | 1 – 0                                                                  | Svezia                                                                 | Umbro Cup                                                              | -                                                                      | Ammonizione                                                            |
| 6-6-1995                                                               | Liverpool                                                              | Brasile                                                                | 3 – 0                                                                  | Giappone                                                               | Umbro Cup                                                              | -                                                                      |                                                                        |
| 11-6-1995                                                              | Londra                                                                 | Inghilterra                                                            | 1 – 3                                                                  | Brasile                                                                | Umbro Cup                                                              | -                                                                      | 89’                                                                    |
| 29-6-1995                                                              | Recife                                                                 | Brasile                                                                | 2 – 1                                                                  | Polonia                                                                | Amichevole                                                             | -                                                                      |                                                                        |
| 7-7-1995                                                               | Rivera                                                                 | Brasile                                                                | 1 – 0                                                                  | Ecuador                                                                | Coppa America 1995 - 1º turno                                          | -                                                                      | 8’                                                                     |
| 10-7-1995                                                              | Rivera                                                                 | Brasile                                                                | 2 – 0                                                                  | Perù                                                                   | Coppa America 1995 - 1º turno                                          | -                                                                      |                                                                        |
| 13-7-1995                                                              | Rivera                                                                 | Brasile                                                                | 3 – 0                                                                  | Colombia                                                               | Coppa America 1995 - 1º turno                                          | -                                                                      |                                                                        |
| 17-7-1995                                                              | Rivera                                                                 | Brasile                                                                | 2 – 2 dts (4 – 2 dtr)                                                  | Argentina                                                              | Coppa America 1995 - Quarti di finale                                  | -                                                                      |                                                                        |
| 20-7-1995                                                              | Maldonado                                                              | Brasile                                                                | 1 – 0                                                                  | Stati Uniti                                                            | Coppa America 1995 - Semifinale                                        | 1                                                                      |                                                                        |
| 23-7-1995                                                              | Montevideo                                                             | Uruguay                                                                | 1 – 1 dts (5 – 3 dtr)                                                  | Brasile                                                                | Coppa America 1995 - Finale                                            | -                                                                      |                                                                        |
| 8-11-1995                                                              | Buenos Aires                                                           | Argentina                                                              | 0 – 1                                                                  | Brasile                                                                | Amichevole                                                             | -                                                                      | cap.                                                                   |
| 27-3-1996                                                              | São José do Rio Preto                                                  | Brasile                                                                | 8 – 2                                                                  | Ghana                                                                  | Amichevole                                                             | -                                                                      | cap.                                                                   |
| 24-4-1996                                                              | Johannesburg                                                           | Sudafrica                                                              | 2 – 3                                                                  | Brasile                                                                | Amichevole                                                             | -                                                                      | cap.                                                                   |
| 26-2-1997                                                              | Goiânia                                                                | Brasile                                                                | 4 – 2                                                                  | Polonia                                                                | Amichevole                                                             | -                                                                      | 65’                                                                    |
| 2-4-1997                                                               | Brasilia                                                               | Brasile                                                                | 4 – 0                                                                  | Cile                                                                   | Amichevole                                                             | -                                                                      |                                                                        |
| 3-6-1997                                                               | Lione                                                                  | Francia                                                                | 1 – 1                                                                  | Brasile                                                                | Amichevole                                                             | -                                                                      | 87’                                                                    |
| 8-6-1997                                                               | Lione                                                                  | Italia                                                                 | 3 – 3                                                                  | Brasile                                                                | Amichevole                                                             | -                                                                      |                                                                        |
| 10-6-1997                                                              | Parigi                                                                 | Brasile                                                                | 1 – 0                                                                  | Inghilterra                                                            | Amichevole                                                             | -                                                                      |                                                                        |
| 14-6-1997                                                              | Santa Cruz                                                             | Brasile                                                                | 5 – 0                                                                  | Costa Rica                                                             | Coppa America 1997 - 1º turno                                          | -                                                                      | Ammonizione                                                            |
| 16-6-1997                                                              | Santa Cruz                                                             | Brasile                                                                | 3 – 2                                                                  | Messico                                                                | Coppa America 1997 - 1º turno                                          | 1                                                                      |                                                                        |
| 19-6-1997                                                              | Santa Cruz                                                             | Brasile                                                                | 2 – 0                                                                  | Colombia                                                               | Coppa America 1997 - 1º turno                                          | -                                                                      |                                                                        |
| 22-6-1997                                                              | Santa Cruz                                                             | Brasile                                                                | 2 – 0                                                                  | Paraguay                                                               | Coppa America 1997 - Quarti di finale                                  | -                                                                      |                                                                        |
| 26-6-1997                                                              | Santa Cruz                                                             | Brasile                                                                | 7 – 0                                                                  | Perù                                                                   | Coppa America 1997 - Semifinale                                        | -                                                                      |                                                                        |
| 29-6-1997                                                              | La Paz                                                                 | Brasile                                                                | 3 – 1                                                                  | Bolivia                                                                | Coppa America 1997 - Finale                                            | -                                                                      |                                                                        |
| 10-8-1997                                                              | Seul                                                                   | Corea del Sud                                                          | 1 – 2                                                                  | Brasile                                                                | Amichevole                                                             | -                                                                      |                                                                        |
| 11-11-1997                                                             | Brasilia                                                               | Brasile                                                                | 3 – 0                                                                  | Galles                                                                 | Amichevole                                                             | -                                                                      | cap.                                                                   |
| 6-12-1997                                                              | Johannesburg                                                           | Sudafrica                                                              | 1 – 2                                                                  | Brasile                                                                | Amichevole                                                             | -                                                                      | 76’                                                                    |
| 12-12-1997                                                             | Riyad                                                                  | Arabia Saudita                                                         | 0 – 3                                                                  | Brasile                                                                | Conf. Cup 1997 - 1º turno                                              | -                                                                      |                                                                        |
| 14-12-1997                                                             | Riyadh                                                                 | Australia                                                              | 0 – 0                                                                  | Brasile                                                                | Conf. Cup 1997 - 1º turno                                              | -                                                                      |                                                                        |
| 16-12-1997                                                             | Riyadh                                                                 | Brasile                                                                | 3 – 2                                                                  | Messico                                                                | Conf. Cup 1997 - 1º turno                                              | -                                                                      |                                                                        |
| 19-12-1997                                                             | Riyad                                                                  | Brasile                                                                | 2 – 0                                                                  | Rep. Ceca                                                              | Conf. Cup 1997 - Semifinale                                            | -                                                                      | 35’                                                                    |
| 21-12-1997                                                             | Riyad                                                                  | Brasile                                                                | 6 – 0                                                                  | Australia                                                              | Conf. Cup 1997 - Finale                                                | -                                                                      |                                                                        |
| 25-3-1998                                                              | Stoccarda                                                              | Germania                                                               | 1 – 2                                                                  | Brasile                                                                | Amichevole                                                             | -                                                                      | Ammonizione                                                            |
| 29-4-1998                                                              | Rio de Janeiro                                                         | Brasile                                                                | 0 – 1                                                                  | Argentina                                                              | Amichevole                                                             | -                                                                      | 65’                                                                    |
| 3-6-1998                                                               | Saint-Ouen                                                             | Andorra                                                                | 0 – 3                                                                  | Brasile                                                                | Amichevole                                                             | -                                                                      | 65’                                                                    |
| 10-6-1998                                                              | Saint-Denis                                                            | Brasile                                                                | 2 – 1                                                                  | Scozia                                                                 | Mondiali 1998 - 1º turno                                               | -                                                                      | 45+2’                                                                  |
| 16-6-1998                                                              | Nantes                                                                 | Brasile                                                                | 3 – 0                                                                  | Marocco                                                                | Mondiali 1998 - 1º turno                                               | -                                                                      |                                                                        |
| 27-6-1998                                                              | Parigi                                                                 | Brasile                                                                | 4 – 1                                                                  | Cile                                                                   | Mondiali 1998 - Ottavi di finale                                       | -                                                                      | 78’                                                                    |
| 3-7-1998                                                               | Nantes                                                                 | Brasile                                                                | 3 – 2                                                                  | Danimarca                                                              | Mondiali 1998 - Quarti di finale                                       | -                                                                      | 37’                                                                    |
| 7-7-1998                                                               | Marsiglia                                                              | Brasile                                                                | 1 – 1 dts (4 – 2 dtr)                                                  | Paesi Bassi                                                            | Mondiali 1998 - Semifinale                                             | -                                                                      |                                                                        |
| 12-7-1998                                                              | Saint-Denis                                                            | Brasile                                                                | 0 – 3                                                                  | Francia                                                                | Mondiali 1998 - Finale                                                 | -                                                                      |                                                                        |
| 5-6-1999                                                               | Salvador                                                               | Brasile                                                                | 2 – 2                                                                  | Paesi Bassi                                                            | Amichevole                                                             | -                                                                      | cap.                                                                   |
| 8-6-1999                                                               | Goiânia                                                                | Brasile                                                                | 3 – 1                                                                  | Paesi Bassi                                                            | Amichevole                                                             | -                                                                      | cap.                                                                   |
| 13-11-1999                                                             | Vigo                                                                   | Spagna                                                                 | 0 – 0                                                                  | Brasile                                                                | Amichevole                                                             | -                                                                      |                                                                        |
| 28-3-2000                                                              | Bogotà                                                                 | Colombia                                                               | 0 – 0                                                                  | Brasile                                                                | Qual. Mondiali 2002                                                    | -                                                                      | cap.                                                                   |
| 26-4-2000                                                              | San Paolo                                                              | Brasile                                                                | 3 – 2                                                                  | Ecuador                                                                | Qual. Mondiali 2002                                                    | -                                                                      |                                                                        |
| 23-5-2000                                                              | Cardiff                                                                | Galles                                                                 | 0 – 3                                                                  | Brasile                                                                | Amichevole                                                             | -                                                                      | 84’                                                                    |
| 27-5-2000                                                              | Londra                                                                 | Inghilterra                                                            | 1 – 1                                                                  | Brasile                                                                | Amichevole                                                             | -                                                                      |                                                                        |
| 4-6-2000                                                               | Lima                                                                   | Perù                                                                   | 0 – 1                                                                  | Brasile                                                                | Qual. Mondiali 2002                                                    | -                                                                      |                                                                        |
| 28-6-2000                                                              | Rio de Janeiro                                                         | Brasile                                                                | 1 – 1                                                                  | Uruguay                                                                | Qual. Mondiali 2002                                                    | -                                                                      |                                                                        |
| Totale                                                                 |                                                                        | Presenze                                                               | 81                                                                     |                                                                        | Reti                                                                   | 3                                                                      |                                                                        |

## Palmarès

### Club

#### Competizioni statali
- Campionato Carioca: 1

Flamengo: 1986

#### Competizioni nazionali
- Supercoppa di Portogallo: 1

Benfica: 1989
- Coppa Italia: 1

Roma: 1990-1991
- Campionato italiano: 1

Roma: 2000-2001
- Supercoppa italiana: 1

Roma: 2001
- Coppa Titano: 1

Murata: 2007-2008
- Campionato sammarinese: 1

Murata: 2007-2008

### Nazionale
- Coppa America: 2

Brasile 1989, Bolivia 1997
- Campionato mondiale: 1

Stati Uniti 1994
- Bronzo olimpico: 1

Atlanta 1996
- Confederations Cup: 1

Arabia Saudita 1997

### Individuale
- Premio nazionale Andrea Fortunato categoria calciatore: 1

2009